# Ежов, Иван Степанович
Иван Степанович Ежов (Ежов-Беляев; 3 апреля 1880 — 25 сентября 1959) — российский советский литературовед, издательский работник.

## Биография
Наиболее известен как составитель (совместно с Е. И. Шамуриным) антологии «Русская поэзия XX века» (1925) — «знаменитой антологии, подводившей итоги „серебряного века“» и ставшей «архетипическим образцом поэтической антологии». Составил также книгу «Л. Н. Толстой в свете марксистской критики» (1929), вышедшую под редакцией В. М. Фриче. "Пролетарски настроенным" называет его Т. Михайловская.
С 1929 года работал в издательстве «Academia», до 1932 года был заместителем его директора И. Ионова и вместе с ним в апреле 1932 года по настоянию М. Горького , воспринимавшего Ионова как приставленного властями малограмотного комиссара, был отправлен в отставку; в издательстве под редакцией Ежова вышли, в частности, «Сочинения» А. И. Левитова и книга «Жизнь и творчество русского актёра Павла Орленева, описанные им самим». 
В дальнейшем сотрудничал с различными издательствами как редактор, составитель, комментатор; подготовил к печати «Письма А. П. Чехову его брата Александра Чехова» (1939) и ряд изданий самого Чехова.
Похоронен на Введенском Немецком кладбище (18 уч.).